# فالشتن
فالشتن (به لهستانی:  Falsztyn) یک روستا در لهستان است که در گمینا واپشه نگژنه واقع شده‌است.
 فالشتن  ۲۹۰ نفر جمعیت دارد.